# Salto de Mortiño
Le Salto de Mortiño est une chute d'eau située dans les gorges du Río Magdalena dans le parc national naturel de Puracé, en Colombie.
Cette chute d'eau est située dans la municipalité d'Isnos, dans le département de Huila.